# Асія Бібі
Асія Норін, більш відома як Асія Бібі (нар. 1971, Пакистан) — пакистанська християнка, раніше засуджена пакистанським судом до смертної кари через повішення за богохульство. Якщо вирок був би виконаний, то Норін могла стати першою жінкою в Пакистані, яку саме в рамках закону стратили б за богохульство. Вердикт суду, який повинен був бути підтверджено вищим судом Пакистану, привернув світову увагу, а міністр у справах меншин Шахбаз Бхатті (християнин) і губернатор провінції Пенджаб Салман Тасір (мусульманин) були вбиті за висловлювання про жорстокості пакистанських законів про богохульство і необхідність помилування Асії Бібі. 31 жовтня 2018 року Верховний суд Пакистану виправдав її. Це призвело до протестів в Пакистані.

## Історія
14 червня 2009 року католичка Асія Норін, мати п'ятьох дітей, яка працювала на зборі ягід в селі Іттан Валі в окрузі Шекхупура, випила води з «мусульманського» колодязя. Жінки-мусульманки, що працювали з нею, звинуватили її в тому, що вона осквернила воду. Асія заперечувала свою провину, суперечка мала релігійний відтінок. Через 5 днів, думаючи, що ситуація заспокоїлася, Асія знову прийшла збирати ягоди, оскільки її сім'я гостро потребувала додаткових грошей. Розлючений натовп напав на неї із звинуваченнями, які переросли у побої. Під'їхали поліцейські і відвезли Асію у в'язницю за звинуваченням за статтею 295 частини «С» Пакистанського кримінального кодексу.
З того моменту вона перебувала у в'язниці, а в листопаді 2010 року Мухаммед Навід Ікбал, суддя в суді Шекхупури, засудив її до страти через повішення з одночасним штрафом на суму, еквівалентну $ 1100.
16 жовтня 2014 року Високий суд міста Лахора затвердив ухвалений раніше суд нижчої інстанції смертний вирок.

### Реакція на рішення суду
Ватикан. Папа римський Бенедикт XVI висловив прохання про пом'якшення покарання для Норін.
 Франція. У березні 2012 року французький президент Ніколя Саркозі заявив, що Франція готова надати Асії Бібі та її сім'ї політичний притулок.
 Пакистан. За словами губернатора Пенджабу, який розглянув цю справу на прохання президента Асіфа Алі Зардарі, Норін може помилувати президент, у разі якщо верховний суд Пакистану засудить до умовного покарання. Проте місцевий імам погрожував, що якщо її пробачать чи відпустять, то є люди, які «візьмуть закон в свої руки». Її сім'я отримувала погрози і тепер переховується.
 Росія. 31 жовтня 2014 року патріарх Московський і всієї Русі Кирил звернувся до президента Пакистану Мамнуна Хусейна з проханням про помилування засудженої до смертної кари християнки Асії Бібі, яка перебуває в ув'язненні.
- Вирок суду викликав критику і груп з боротьби за права людини. Згідно з твердженням члена організації «Спостереження за дотриманням прав людини» Алі Діан Хасана: «Цей закон створює юридичну базу, яка потім буде використана в різних неформальних способах залякування, примусу, тиску і провокування гонінь».

### Вбивства за коментарі про справу Норін
4 січня 2011 року в Ісламабаді убитий губернатор Пенджабу Салман Тасір, тому що він захищав Норін і виступав проти законів про богохульство. Тасір відкрито висловлювався, критикуючи закон і вердикт у справі Асії Бібі. На наступний день після вбивства тисячі людей, незважаючи на попередження руху Талібан і релігійних лідерів, зібралися на похорон губернатора Салмана Тасіра в Лахорі.
Одночасно тисячі мусульман виступили на підтримку законів про богохульство в Пакистані після цього вбивства.
Пакистанський міністр у справах національних меншин Шахбаз Бхатті, єдиний християнин в Пакистанському кабінеті міністрів, також був убитий, в березні 2011 року, як кажуть, також за його позицію щодо законів про богохульство. Його застрелили під час збройного нападу на його машину біля його резиденції в Ісламабаді.

### Виправдувальний вирок
31 жовтня 2018 року Верховний суд Пакистану виправдав Асію, посилаючись в тому числі на Фірман Мухаммеда, який обіцяв християнам вільне сповідування своєї віри.Вирок викликав протести з боку ряду екстремістських груп. Під їх тиском Асії був заборонений виїзд з Пакистану до можливого перегляду рішення Верховного суду по скарзі звинувачення (розгляд аналогічних скарг займало роки). Виправдувальний вирок призвів до протестів мусульман (більшість населення Пакистану складають мусульмани, християни зазнають постійних переслідувань) проти такого рішення. 2 листопада 2018 року вони перегородили одну з головних магістралей Пакистану. Прем'єр-міністр Пакистану закликав протестувальників відновити рух автотранспорту, щоб уряду не довелося застосовувати методи впливу.